# Max Lunga
Maxwell Lunga (* 31. März 1964) ist ein simbabwischer Fußballtrainer und ehemaliger Fußballspieler.

## Karriere

### Spielerlaufbahn
Max Lunga wechselte 1990 von Dynamos FC aus Harare zum damaligen Oberligisten Bonner SC, für den er bis 1998 in 188 Spielen 41 Tore erzielte. Mit Dynamos FC war er in den 80er-Jahren dreimal Landesmeister und viermal Pokalsieger von Simbabwe geworden, zudem wurde er 1989 mit 27 Treffern Torschützenkönig seiner Heimat. 1993 bestritt er außerdem fünf A-Länderspiele für Simbabwe und erzielte dabei einen Treffer.
Nach seiner Zeit beim Bonner SC war Lunga noch lange bei unterklassigen Vereinen der Bonner Region als Spielertrainer (VfL Rheinbach 1998–2001, SSV Bornheim 2001–2005) aktiv, bevor er 41-jährig 2005 seinen endgültigen Rücktritt vom aktiven Spiel erklärte.

### Trainerlaufbahn
Dem Fußball blieb er als Trainer im Amateurbereich erhalten, so ab 2006 beim FV Bad Honnef und 2009 bei Fortuna Bonn. Anfang 2010 wurde er kurz vor dessen Insolvenz U-16-Trainer des damaligen Regionalligisten Bonner SC.
Ab Sommer 2011 trainierte Max Lunga den U-16-Nachwuchs des FC Hennef 05. Zu Beginn der Spielzeit 2014/15 kehrte er zum SSV Bornheim zurück und übernahm dort für 15 Monate die als Aufsteiger in der Bezirksliga spielende erste Herrenmannschaft. Seit der Rückrunde der Saison 2015/16 ist er erneut Trainer der B-Junioren des FC Hennef 05, die aktuell in der B-Junioren-Bundesliga spielen.

## Erfolge
Erfolge mit dem Dynamos FC
- Simbabwischer Meister: dreimal in den 80er-Jahren
- Simbabwischer Pokalsieger: viermal in den 80er-Jahren

Persönliche Erfolge
- Torschützenkönig der Premier Soccer League: 1989 (27 Tore)

## Familie
Sein Sohn Kelvin (* 11. Mai 1994) spielte als Jugendlicher auch beim Bonner SC und hat für verschiedene Vereine insgesamt über 150 Spiele in der Regionalliga West bestritten.